# Гауда
 Тази статия е за града.  За сиренето вижте Гауда (сирене).  
Гауда (на нидерландски: Gouda) е град в Нидерландия, провинция Южна Холандия. Намира се в близост до град Ротердам, заедно с който е част от метрополиса Рандстад. Там за първи път се е произвело едноименното сирене. Население: 71 873 души (към 1 януари 2007). Има много древни сгради: готическа църква Groote Kerk (построена 1482 – 1552 г.), богат музей на древността, музей на сиренето и др.